# Medicina legal

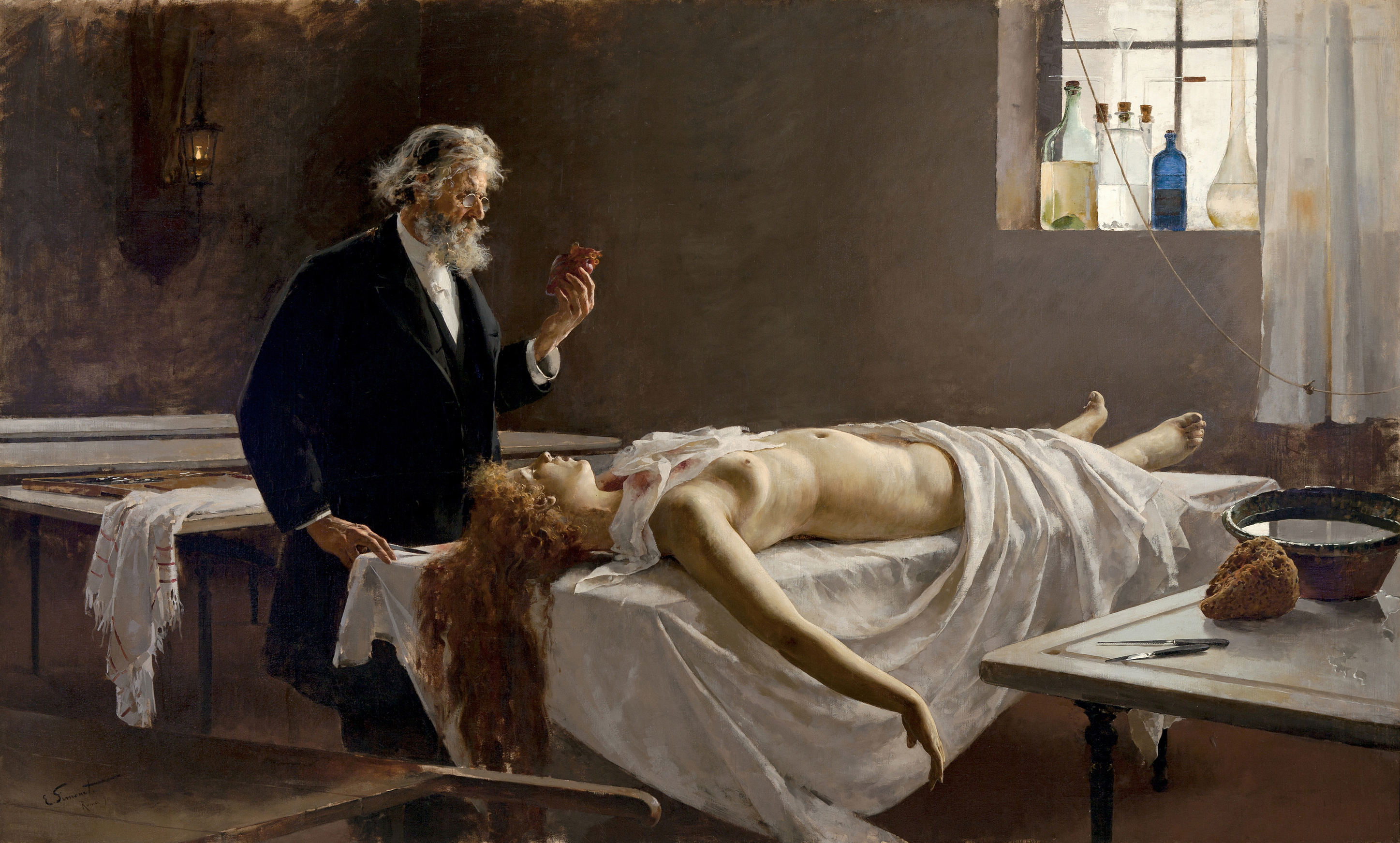
Autópsia, de Enrique Simonet, 1890

A medicina legal é uma especialidade concomitantemente médica e jurídica que utiliza conhecimentos técnico-científicos da medicina para o esclarecimento de fatos de interesse da justiça. 
O especialista médico praticante é denominado médico legista.

## Conceituação
Variam as definições, conforme os autores. Algumas delas:
"É a contribuição da medicina e da tecnologia e ciências afins às questões do Direito, na elaboração das leis, na administração judiciária e na consolidação da doutrina" (Genival Veloso de França)
- "É a aplicação dos conhecimentos médicos aos problemas judiciais" (Ambroise Paré);
- "Arte de pôr os conceitos médicos a serviço da administração da Justiça" (Lacassagne)
- "A aplicação  dos conhecimentos médico-biológicos na elaboração e execução das leis que deles carecem" (Flamínio Fávero).
- "É o conjunto de conhecimentos médicos e para-médicos, destinados a servir ao Direito e cooperando na elaboração, auxiliando na interpretação e colaborando na execução dos dispositivos legais no seu campo de ação de medicina aplicada." (Hélio Gomes).

Para muitos, é uma especialidade médica, embora seja um corpo próprio de conhecimentos, que reúne o estudo não somente da medicina, como também do Direito, paramédicos, da Biologia - uma disciplina própria, com especializações, que serve mais ao Direito que propriamente à Medicina.

## Relação com outras ciências

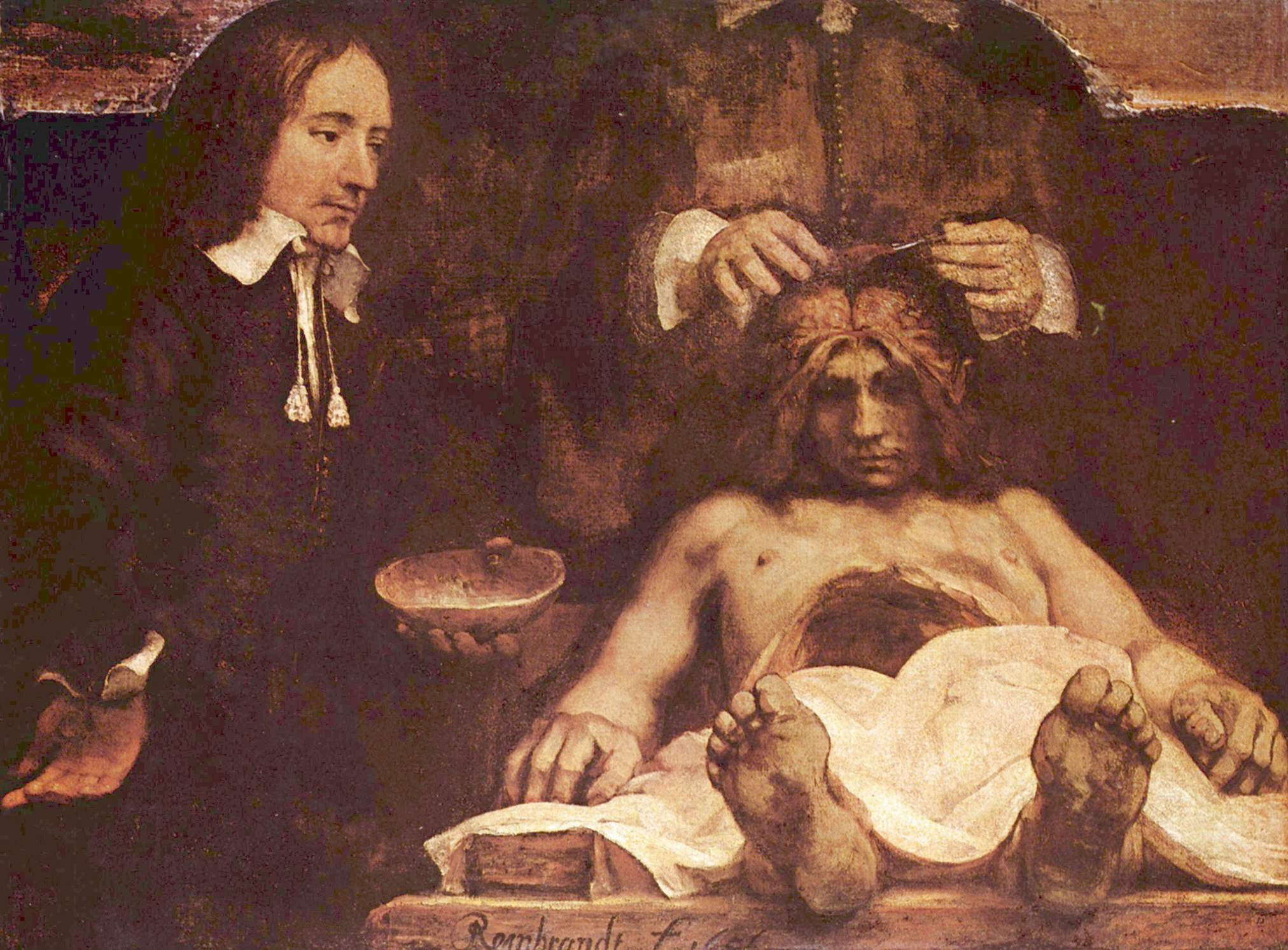
Lição de Anatomia do Dr. Deyman (fragmento). Rembrandt van Rijn, 1656, Rijksmuseum, Amsterdã.

Para a consecução dos seus misteres, a Medicina Legal relaciona-se com vários dos ramos do Direito, tais como o Civil, Penal e ainda Constitucional, do Trabalho, Desportivo, etc.
A Medicina Legal no Direito, sobretudo no Direito Penal, é de suma importância, já que em muitos casos, há a necessidade de se interpretar laudos, exames, sendo muito importante para o exercício profissional dos juristas.

## Histórico
Na Antiguidade já se fazia presente a Medicina Legal, até então uma arte como a própria Medicina. No Egito, por exemplo, mulheres grávidas não podiam ser supliciadas - o que implicava o seu prévio exame. Na Roma Antiga, antes da reforma de Justiniano a Lei Régia de Numa Pompílio prescrevia a histeretomia ou cesariana pôstuma, quando a gestante morresse - e da aplicação desta lei, segundo a crença de muitos - refutada por estudiosos, como Afrânio Peixoto - teria advindo o nascimento de Júlio César (quando o nome César, assim como Cesariana, advêm ambos de cœdo → cortar).
O próprio César, após seu assassinato, foi submetido a exame tanatológico pelo médico Antíscio, que declarou que apenas um dos ferimentos fora efetivamente o causador da morte. Este exame, entretanto, ainda era superficial, posto que a necropsia constituía-se em violação ao cadáver. Também foram casos históricos de exame post-mortem de Tarquínio e Germânico, ambos assassinados.
No Digesto justiniano tanto a Medicina como o Direito foram dissociadas, e vê-se no primeiro caso intrínseca a Medicina Legal, na disposição que preconizava que "Medici non sunt proprie testes, sed magis est judicium quam testimonium". Outras leis romanas dispunham sobre assuntos afeitos à perícia médico-legal.
Durante a Idade Média ressalta-se o período carolíngio, onde diversos exames eram referidos na legislação, desde aqueles que determinavam os ferimentos em batalha, até que os julgamentos submetiam-se ao crivo médico - prática que foi suprimida com a adoção do direito germânico.
Na Baixa Idade Média e Renascença ocorre a intervenção do Direito Canônico, e a prova médica retoma paulatinamente sua importância. É na Alemanha que encontra seu verdadeiro berço, com a Constituição do Império Germânico, que tornava obrigatória a perícia em casos como ferimentos, homicídios, aborto, etc.
Caso exemplar foi a necropsia feita no Papa Leão X, suspeito de haver sido envenenado, em 1521.

### Período científico
Considera-se que o período moderno, propriamente científico da Medicina Legal, dá-se a partir de 1602, com a publicação na Itália da obra de Fortunato Fidelis, à qual se seguiram estudos sobre este ramo da Medicina a serviço do Direito.
No século XIX a ciência ganha finalmente os foros de autonomia, e sua conceituação básica, evoluindo concomitantemente aos expressivos progressos do conhecimento humano, a invenção de novos aparelhos e descobertas de novas técnicas e padrões, cada vez mais precisos e fiéis.

## Divisões
Na variada temática objeto da Medicina Legal, pode-se traduzir sua divisão, da seguinte forma:
- Antropologia forense - Procede ao estudo da identidade e identificação, como a datiloscopia, papiloscopia, iridologia, exame de DNA, etc., estabelecendo critérios para a determinação indubitável e individualizada da identidade de um esqueleto ;
- Traumatologia forense - Estudo das lesões e suas causas;
- Asfixiologia forense - analisa as formas acidentais ou criminosas, homicídios e autocídios, das asfixias, sob o prisma médico e jurídico (esganadura, estrangulamento, afogamento, soterramento, etc.) Marcas de França, encontradas na esganadura, representadas pela rotura da túnica interna infiltradas por sangue na carótida comum, perto da bifurcação, em forma de meia-lua com concavidade voltada para dentro ou de forma atípica (in Croce, D e Croce Junior, D,São Paulo: Editora Saraiva, 1995, pags. 279-280;
- Sexologia forense - Trata da Erotologia, Himenologia e Obstetrícia forense, analisando a sexualidade em seu tríplice aspecto quanto aos efeitos sociais: normalidade, patológico e criminológico;
- Tanatologia - Estudo da morte e do morto;
- Toxicologia - Estudo das substâncias cáusticas, venenosas e tóxicas, efeitos das mesmas nos organismos. Constitui especialidade própria da Medicina, dada sua evolução.
- Psicologia e Psiquiatria forenses - Estudo da vontade, das doenças mentais. Graças a elas determina-se a vontade, as capacidades civil e penal;
- Polícia científica - atua na investigação criminal.
- Criminologia - estudo da gênese e desenvolvimento do crime;
- Vitimologia - estudo da participação da vítima nos crimes;
- Infortunística - estudo das circunstâncias que afetam o trabalho, como seus acidentes, doenças profissionais, etc.
- Química forense - estudo de materiais como tintura, vidros, solos, metais, plásticos, explosivos e derivados do petróleo.